# 柳鶴英雄
柳鶴　英雄（やなぎつるひでお）1960年2月25日　-　）は、日本の俳優。静岡県出身、神奈川県在住。身長169cm、血液型A型。

## 略歴
1984　劇団青年座研究所入所。
1987　演劇企画集団 「梶ヶ谷七人囃子」設立（主宰）全作品の作・演出・出演を務める。
1999　より芸能プロダクション「バーディ企画」入所し舞台と並行し映像にも出演する。
2002　「バーディ企画」退所。
以後、数々舞台出演をしながら仲間と共に「FTJフォーラムシアタージャパン」の創立メンバー（他創立メンバーは山崎哲史／宮嶋靖都／山谷勝己／水木ノア）となり企業に向けての活動も始める。
2008　よりトルバドール音楽事務所に於いてアシスタント講師として活動。

## 活動

### 舞台
- 梶ヶ谷七人囃子全作品、作・演出・出演
- 藤原歌劇団オペラ「ドン・カルロ」（新国立劇場）
- サンハロンシアター「怪文書殺人事件」「上海、そして東京の屋根の下で〜服部良一物語」中野ザ・ポケット等
- 座・スティング「離婚のススメ」中野ザ・ポケット等
- グワィ・ニャオン「家族の使者」六本木アトリエ・フォンティーヌ
- Project one& only「びろんぐ」「祭りの支度 祭りの終わり」等
- 小野ヤスシプロデュース「ロカビリーに恋をして」吉祥寺Star pine's cafe
- タイプス「ウィンザーの陽気な女房達」中野ザ・ポケット「マクベス」新宿モリエール「間違いの喜劇」芸術鑑賞会など
- 遊戯空間「隅田川の線香花火」浅草 木馬亭

### 近日予定
- ギイ・フォアシー・シアター「誘拐」「デモ隊」両国シアターΧ(カイ）

ギイ・フォワシイ・シアター85回公演「動機／デモ隊 ＋ ショート4作品」（2013/5/28〜6/1）

### CM
- ライオン PCクリニカ
- 劇団四季・ライオンキング
- ワークマン
- ウルトラマンコスモス劇場版
- 日産 リバティー
- 銀のさら
- ヘルシア茶
- NHKテレマップ 等

### 映画
- 「DOG FIGHT'野良犬たちの挽歌」哀川翔主演
- 「極楽とんぼの不適合者」番組
- 「No Control」「レム」稲葉奇一朗監督